# Trees and Shrubs
Trees and Shrubs (abreviado Trees & Shrubs) es un libro con ilustraciones y descripciones botánicas que fue escrito por el botánico estadounidense Charles Sprague Sargent. Fue publicado en Boston en 2 volúmenes en los años 1902-1913 con el nombre de Trees and Shrubs: illustrations of new or little known ligneous plants / prepared chiefly from material at the Arnold arboreum of Harvard university, and edited by Charles Sprague Sargent.

## Publicación
- Volumen 1(1): 1-50, tt. 1-25. 26 Nov 1902; 1(2): 51-100, tt. 26-50. 13 de mayo de 1903; 1(3): 101-150. tt. 51-75. 14 Nov 1903; 1(4): 151-217. tt. 76-100. 8 Apr 1905;
- Volumen 2(1): 1-56, tt. 101-125. Sep 1907; 2(2): 57-116, tt. 126-150. May 1908; 2(3): 117-190, tt. 151-175. Jun 1911; 2(4): 191-278, tt. 176-200. Aug 1913.